# Satyrium bracteatum
Satyrium bracteatum là một loài thực vật có hoa trong họ Lan. Loài này được (L.f.) Thunb. miêu tả khoa học đầu tiên năm 1794.